# USS Quincy (CA-39)
Pour les autres navires du même nom, voir USS Quincy.

Schéma des dommages de l'USS Quincy le 9 aout 1942

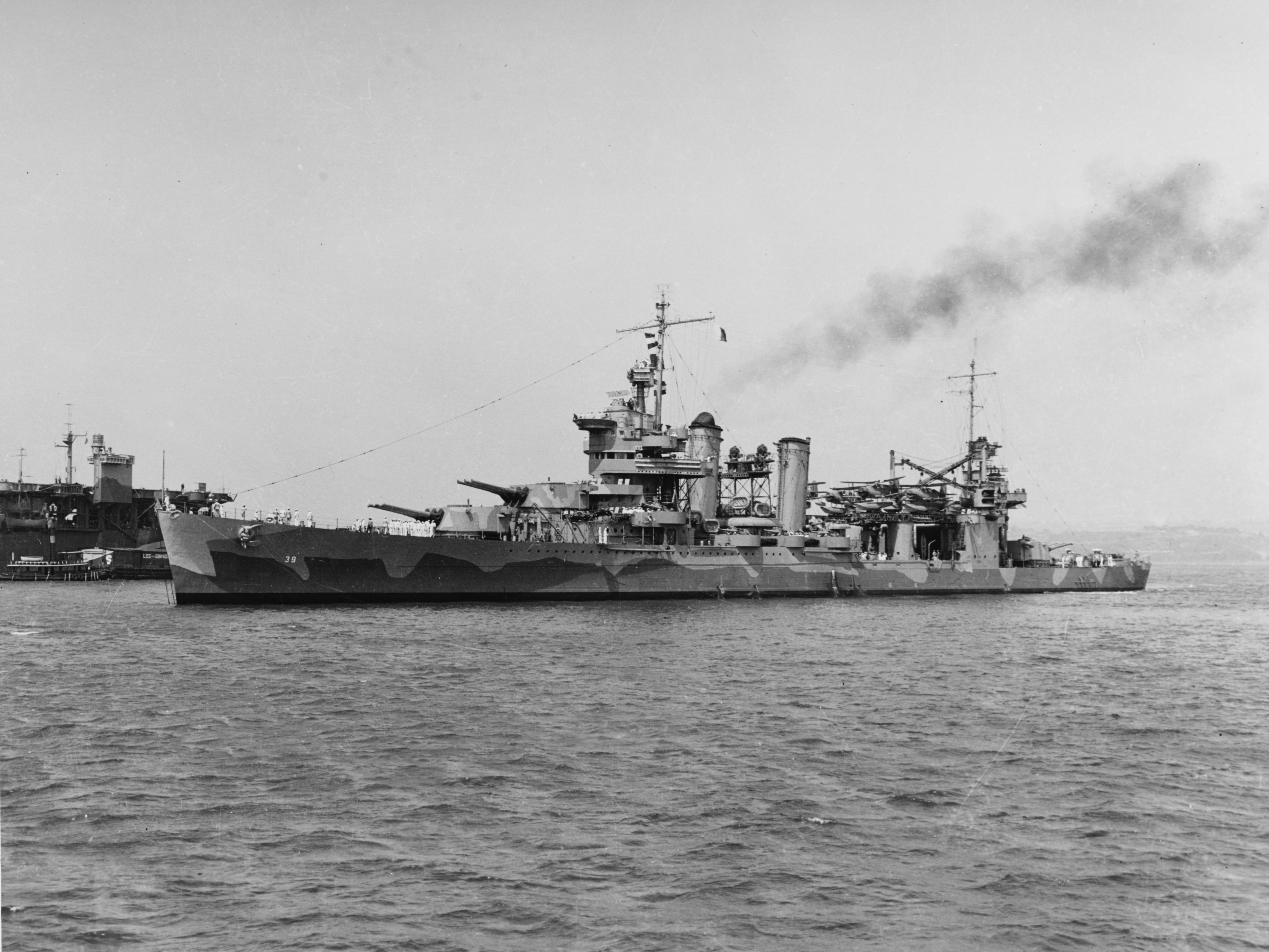
L'USS Quincy dans le port de New York en mai 1942

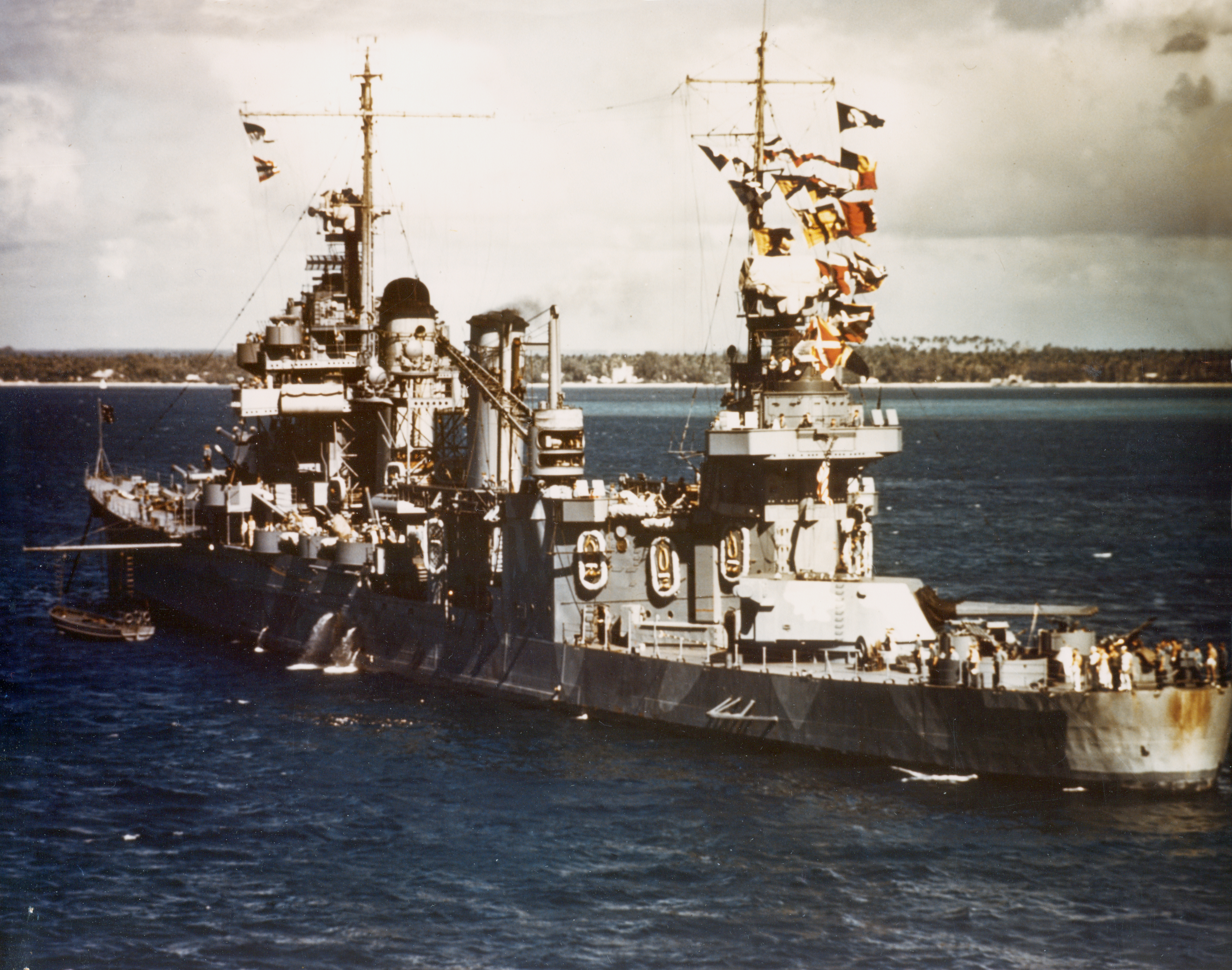
Le croiseur à Nouméa en Nouvelle-Calédonie le 3 août 1942.

L’USS Quincy (CA-39) était un croiseur lourd de la Marine américaine de la classe New Orleans, coulé lors de la bataille de l'île de Savo dans la nuit du 8 au 9 août 1942.

## Récompenses
Le navire a reçu une battle star pour son service lors du second conflit mondial.